# 山形県歯科医師会
一般社団法人山形県歯科医師会（やまがたけんしかいしかい 英称 Yamagata Dental Association）は、山形県の歯科医師を会員とする一般社団法人。

## 本部所在地
- 〒990-0031 山形県山形市十日町2丁目4番35号

## 郡市歯科医師会
- 山形市歯科医師会 〒990-0031 山形市十日町2-4-35
- 上山歯科医師会
- 天童市東村山郡歯科医師会
- 西村山地区歯科医師会
- 北村山地区歯科医師会
- 新庄地区歯科医師会
- 鶴岡地区歯科医師会
- 酒田地区歯科医師会
- 東田川郡歯科医師会
- 米沢市歯科医師会
- 南陽市東置賜郡歯科医師会
- 長井市西置賜郡歯科医師会